# Sakristia

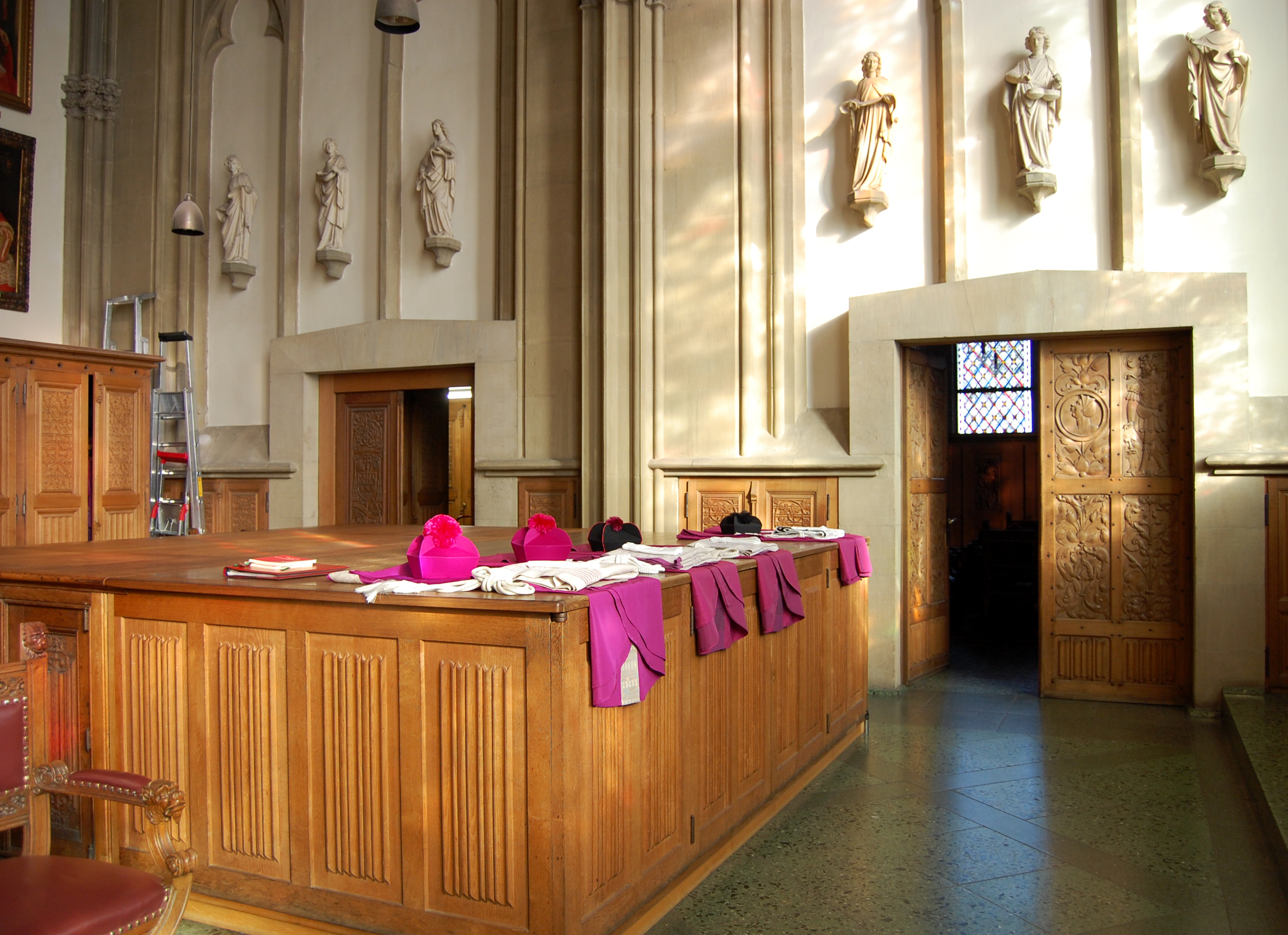
Sakristian i Kölnerdomen.

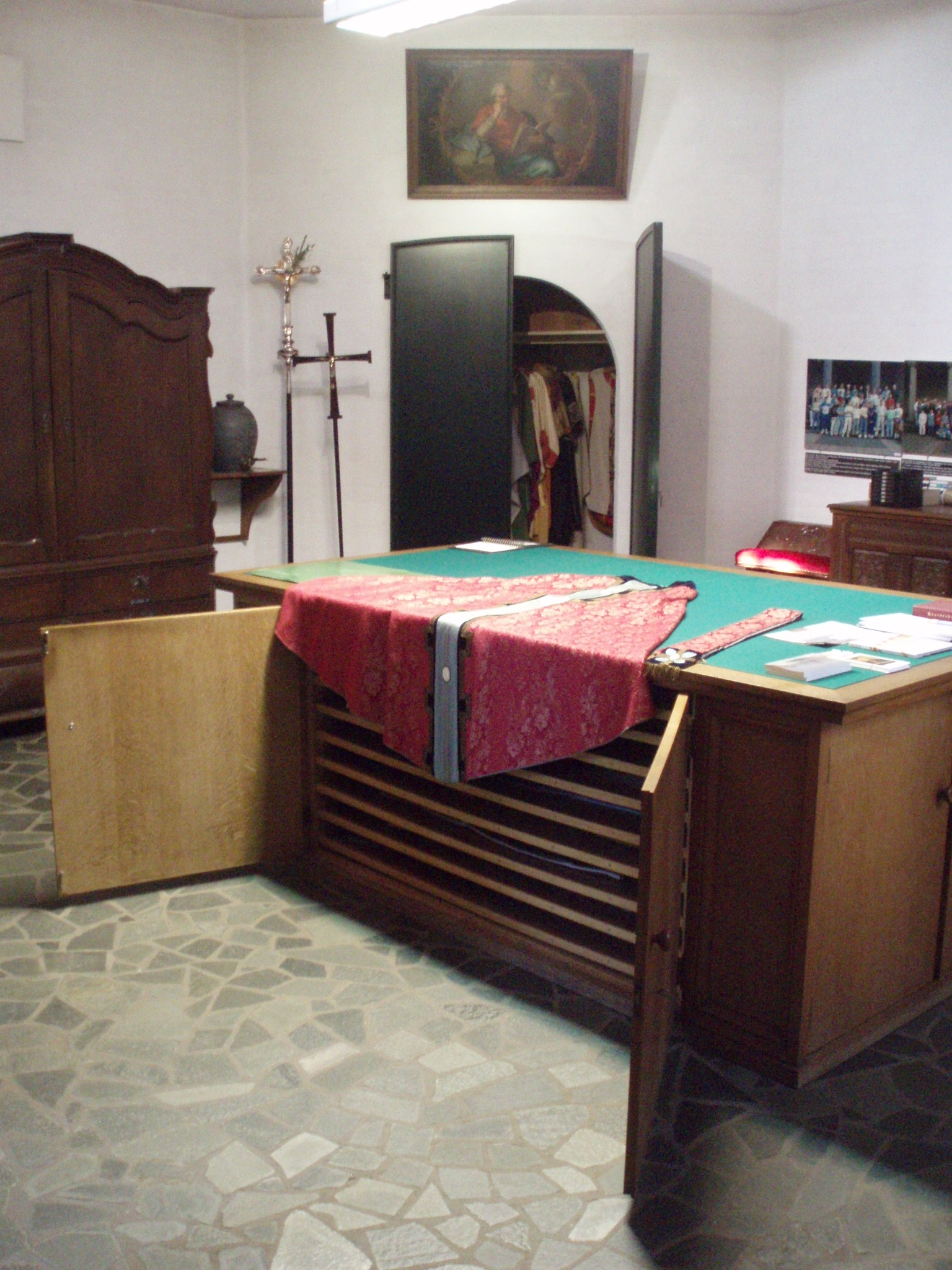
Sakristia.

En sakristia utgör omklädningsrum för dem som tjänstgör i gudstjänsten och bär liturgisk klädsel. Rummet är oftast beläget invid koret på kyrkans norra sida. I sakristian förvaras bland annat skrudar och liturgiska kärl.
Ordet sakristia kommer av medeltidslatinets sacristia, av sacrista, 'kyrkotjänare', 'klockare', av latinets sacer 'helig', 'helgad'. Sakristan kallas den person i Katolska kyrkan som ansvarar för en kyrkas sakristia.

## Sakristian under svensk medeltid
I Sverige förekommer redan under medeltiden namnformen sakerstia och sakerstiga. I rummet förvarades viktiga föremål för gudstjänsten såsom kärl och kläder, och andra värdefulla föremål såsom pengar. Den var inredd med kistor och skåp av ek med säkra järnbeslag. Här fanns också en inrättning så att prästen kunde tvätta sig och ibland förekom även ett altare.
Flera av Västergötlands landskyrkor har haft sakristia i sten före 1200-talets utgång. Dock finns inga säkra hållpunkter för hur dessa tillbyggnader fördelar sig i tid och flertalet kan lika gärna tillhöra senmedeltiden. Bland de bevarade kan nämnas den i Korsberga i Västergötland som uppfördes på 1400-talet på träkyrkans nordsida och inrättades med målningar.    
I mindre kyrkor var sakristian tillbyggd vid koret och förbands med en mindre dörr, men många mindre kyrkor fick aldrig denna tillbyggnad vilken heller inte var nödvändig. Hade kyrkan korsarm byggdes sakristian på kyrkans norra sida öster om korsarmen. I större kyrkor kunde även sakristian inrättas i själva yttermuren. Vid större anläggningar kunde även byggnaden utgöra två våningar. Så var fallet i Strängnäs domkyrka där en övre våning omtalas år 1354. Spår av sakristia med övre våning finns även vid vissa kyrkoruiner i Visby, men dessa har haft andra funktioner. I Sankt Clemens kyrka är två stora fönsteröppningar mot koret som kan ha inrymt sittplatser för särskilda personer.